# Francisco Matarazzo Júnior
Francisco Matarazzo Júnior, conhecido na intimidade e na crônica social como Conde Chiquinho (São Paulo, 14 de agosto de 1900 — São Paulo, 27 de março de 1977), foi um dos mais poderosos e complexos empresários da história do Brasil. Como segundo e último presidente das Indústrias Reunidas Francisco Matarazzo (IRFM), comandou por quatro décadas (1937-1977) o maior e mais diversificado conglomerado industrial da América Latina, um verdadeiro estado dentro do estado.
Sua biografia é um estudo de caso sobre poder, herança e o paradoxo do legado. Ele presidiu a fase de apogeu absoluto do império construído por seu pai, um período em que o nome Matarazzo era sinônimo da própria força industrial brasileira. Contudo, sua gestão é também apontada por historiadores e economistas como o ponto de inflexão que, através de uma combinação de centralismo, aversão à inovação e conflitos familiares devastadores, selou o destino do conglomerado, levando-o a um colapso retumbante na geração seguinte. Figura central nas disputas de poder da elite paulistana, sua notória rivalidade com o magnata da imprensa Assis Chateaubriand e seu mecenato arquitetônico de inspiração fascista são capítulos indispensáveis para a compreensão do Brasil do século XX.

## O Peso da Herança: Família e Sucessão Inesperada
Francisco foi o décimo segundo dos treze filhos do imigrante italiano Francesco Matarazzo, o arquiteto do império, e de sua esposa, Filomena. Sua criação se deu no epicentro de uma fortuna quase inimaginável, mas também sob a pressão constante de um patriarca dominador. O sucessor natural e preparado para os negócios era seu irmão mais velho, Ermelino, cuja visão e competência eram reconhecidas. A morte trágica de Ermelino em um acidente automobilístico em 1920 não apenas abalou a família, mas criou um vácuo de poder que redefiniu o futuro do grupo.
Diante da necessidade de escolher um novo herdeiro, o Conde Francesco Matarazzo preteriu filhos mais velhos e experientes, depositando sua confiança em "Chiquinho". A escolha, segundo analistas, foi menos baseada em um talento administrativo evidente e mais em uma aposta na lealdade filial e na percepção de uma personalidade forte, capaz de manter o clã unido e o controle centralizado. Essa decisão, no entanto, semeou ressentimento e preparou o terreno para o primeiro grande conflito que marcaria a gestão de Chiquinho.

## A Dinastia em Guerra: Conflitos Familiares
A saga de Francisco Matarazzo Júnior é indissociável das duas grandes guerras travadas dentro de sua própria família: a primeira, que consolidou seu poder ao custo de uma cisão; a segunda, que tentou perpetuá-lo, mas acabou por acelerar o fim do império.

### A Cisão dos Irmãos: Consolidação e Sangria Financeira
A formalização de Chiquinho como sucessor após a morte do pai em 1937 foi o estopim para uma rebelião familiar. Sentindo-se desprezados e discordando da nova liderança, vários irmãos, encabeçados por Luigi Matarazzo, exigiram sua parte na herança. A recusa em se submeter ao comando do irmão mais novo levou a uma cisão definitiva: eles se retiraram da sociedade, vendendo suas massivas participações acionárias.
Para evitar a entrada de capital externo e manter o caráter familiar e o controle absoluto do conglomerado, Chiquinho tomou uma decisão de consequências duradouras: usou o próprio caixa das Indústrias Reunidas para adquirir as ações dos irmãos dissidentes. Esse ato, embora tenha consolidado seu poder, provocou uma sangria financeira monumental nos cofres do grupo. Analistas econômicos apontam este evento como a ferida original, um enfraquecimento estrutural do capital de giro da empresa que limitaria sua capacidade de investir em modernização tecnológica e expansão estratégica nas décadas cruciais que se seguiram.

### A Sucessão de Maria Pia: A Batalha Final
Quarenta anos mais tarde, a história se repetiu de forma ainda mais dramática. Em uma decisão que chocou a elite empresarial, Francisco Matarazzo Júnior designou em testamento sua filha mais nova, Maria Pia Matarazzo, como sua sucessora universal, preterindo seus filhos homens, um dos quais, Ermelino Neto, já era preparado para a função. A escolha, amplamente vista como motivada por laços afetivos e não por critérios técnicos ou de preparo, foi o catalisador para a implosão da dinastia.
A nomeação de Maria Pia, considerada despreparada para a complexa tarefa de reerguer um conglomerado já em dificuldades, foi imediatamente contestada judicialmente pelos outros herdeiros. A morte de Chiquinho em 1977 deu início a uma amarga e pública guerra de desgaste nos tribunais, com seus filhos tentando anular o testamento paterno. O conflito consumiu tempo e recursos preciosos, paralisou decisões estratégicas e expôs as fraturas insanáveis da família, facilitando o colapso final do império nos anos 1980. A revista Veja documentou extensivamente a disputa, que se tornou um caso emblemático sobre sucessão em empresas familiares no Brasil.

## O Imperador do Ocaso: Gestão das IRFM
A gestão de Chiquinho pode ser dividida em duas fases distintas: a consolidação do apogeu herdado e uma longa estagnação que mascarava uma obsolescência programada.

### Apogeu: O Império Autossuficiente
Nas décadas de 1940 e 1950, o Brasil vivia o auge da Industrialização por substituição de importações, e as IRFM eram o maior exemplo desse modelo. Sob o comando de Chiquinho, o grupo atingiu sua máxima extensão. Com mais de 30.000 empregados, era uma cidade-empresa com mais de 350 fábricas produzindo de tudo: da farinha de trigo aos tecidos, do óleo de cozinha aos produtos químicos, de frigoríficos a vagões de trem. O grupo possuía seu próprio banco (a Casa Bancária Matarazzo), seu próprio porto, suas próprias usinas hidrelétricas e ferrovias. Era um ecossistema fechado e autossuficiente, cujo faturamento chegou a representar 6% do PIB industrial brasileiro.

### Estagnação e o Modelo Anacrônico
Enquanto seu pai foi um revolucionário que construiu um império do zero, Chiquinho adotou uma postura de "guardião". Seu estilo de gestão era conservador, centralizador e avesso a riscos. Ele herdou uma máquina perfeita para a economia fechada do seu tempo e seu principal objetivo foi mantê-la funcionando, sem grandes alterações. Essa mentalidade, porém, se provaria fatalmente anacrônica.
O caso paradigmático de sua falta de visão estratégica foi a recusa da oferta da Volkswagen para instalar sua primeira fábrica brasileira em um de seus vastos terrenos. Chiquinho não percebeu que a indústria de bens de consumo duráveis, especialmente a automobilística, seria o novo motor da economia. Ao se ater aos setores tradicionais (commodities e produtos de baixo valor agregado) e resistir à profissionalização da gestão, ele permitiu que o conglomerado se tornasse obsoleto. Quando a economia brasileira se abriu e a competição se acirrou, as IRFM eram um gigante de pés de barro, incapaz de se adaptar.

## Poder e Influência na Esfera Pública
Chiquinho usou sua vasta fortuna para exercer influência e projetar sua imagem, envolvendo-se em disputas de poder e mecenato que deixaram marcas permanentes em São Paulo.

### A Guerra dos Magnatas: Matarazzo vs. Chateaubriand
A rivalidade entre Francisco Matarazzo Júnior e Assis Chateaubriand foi um dos mais espetaculares duelos de titãs da história brasileira. Representava o choque entre duas formas de capitalismo: o poder industrial e produtivo de Matarazzo contra o poder midiático e de influência de Chateaubriand. O dono dos Diários Associados usava seu império jornalístico para atacar sistematicamente o Conde, apoiando seus concorrentes e expondo suas vulnerabilidades.
Para contra-atacar, Matarazzo tomou uma medida drástica: financiou o jornal Folha da Noite (que mais tarde integraria a Folha de S.Paulo), com o propósito explícito de ter uma trincheira na guerra da informação. O conflito teve seu clímax na disputa pelo terreno da Avenida Paulista onde Chiquinho ergueu sua mansão e, principalmente, no processo de construção do novo edifício-sede das indústrias, que Chateaubriand tentou obstruir de todas as formas.

### A Arquitetura do Poder: O Edifício Matarazzo
A resposta mais duradoura de Chiquinho a seus rivais e sua maior declaração de poder foi a construção do Edifício Matarazzo, inaugurado em 1939. Mais que uma sede, o prédio foi um manifesto. Para isso, ele contratou o arquiteto pessoal de Benito Mussolini, Marcello Piacentini, uma figura-chave do Fascismo italiano.
O projeto em estilo racionalismo italiano, revestido com suntuoso Mármore travertino importado de Roma, era uma citação direta da arquitetura monumental usada pelo regime fascista para projetar força, ordem e modernidade. A encomenda não era apenas uma escolha estética, mas um alinhamento político e ideológico. Para Chiquinho, o edifício representava a materialização de seu poder incontestável, um marco de granito no coração de São Paulo que se tornou, ironicamente, a futura sede da prefeitura da cidade que sua família ajudou a construir.

## A Legitimação pela Nobreza
Para uma família de "nouveau riche" imigrante, a legitimação social era tão importante quanto o poder econômico. O título de nobreza da família foi uma ferramenta crucial nesse processo. Ele não foi concedido a Chiquinho, mas a seu pai, Francesco Matarazzo, que se tornou Conde de Matarazzo em 1917 por decreto do Rei Vítor Emanuel III da Itália. A concessão foi o resultado de uma dupla estratégia: o reconhecimento pelas massivas doações financeiras e de alimentos feitas por Francesco à Itália durante a Primeira Guerra Mundial, e um forte lobby das aristocráticas famílias italianas às quais seus filhos se uniram por casamento, que desejavam ver seus parentes elevados à nobreza.
Posteriormente, em 14 de julho de 1927, uma Carta Patente real alterou o título para Conde de Matarazzo di Licosa. A adição "di Licosa" não foi aleatória: ela enraizou a família na geografia e na história italiana, fazendo referência a Punta Licosa, um cabo perto de Castellabate, a comuna ancestral dos Matarazzo. Como filho homem mais velho após a morte do irmão, Francisco Matarazzo Júnior herdou o título e o status, tornando-se o II Conde de Matarazzo di Licosa.

## Legado Paradoxal
O legado de Francisco Matarazzo Júnior é um dos mais paradoxais da história empresarial brasileira. Ele foi o imperador que reinou durante o zênite absoluto do império, o momento de sua maior glória e poderio. Sob seu comando, o nome Matarazzo foi sinônimo de autossuficiência e da própria força industrial do Brasil.
Contudo, ele foi também o arquiteto de sua ruína. Sua incapacidade de se adaptar, a recusa em profissionalizar a gestão, a centralização excessiva do poder e as desastrosas decisões sucessórias criaram um colosso frágil, incapaz de sobreviver à sua própria morte. O império que seu pai construiu em uma vida inteira e que ele manteve por quatro décadas, desintegrou-se em menos de uma.
Seu legado material, no entanto, permanece. O Edifício Matarazzo, ironicamente, serve hoje ao poder público como sede da prefeitura. E as ruínas de seu parque industrial na Água Branca, parcialmente tombadas como patrimônio histórico pelo CONDEPHAAT em 1986, são um melancólico monumento a uma era de poder industrial que ele personificou em seu esplendor e em sua trágica queda.